# Passage (Film)
Passage ist ein Kurzfilm des indischen Schauspielers und Regisseurs Shekhar Kapur im Auftrag des österreichischen Unternehmens D. Swarovski.

## Produktion
Der Film wurde für die Swarovski Kristallwelten von Swarovski in Auftrag gegeben. Der Film war der erste Kurzfilm des indischen Regisseurs Shekhar Kapur. Die Stimme zur Musik von A. R. Rahman stammt von Kavita Baliga.
Passage hatte Premiere am 6. September 2009 auf dem Rhode Island International Film Festival.
Die europäische Premiere war am 7. September 2009 im Rahmen einer privaten Vorführung in der Granai della Repubblica in Giudecca, Venedig. Zu der von Swarovski ausgerichteten Passage-Party waren zahlreiche Prominente der gleichzeitig laufenden 66. Internationalen Filmfestspiele von Venedig geladen. Nach dem Event wurde der Film auf einer eigenen Website veröffentlicht.

## Handlung
Die älteste der drei Schwestern (Ella), vereint sich mit ihren beiden Schwestern Abby und Tania, nachdem diese getrennt worden waren.